# Facundo Munilla
Facundo Munilla (Buenos Aires, Argentina, 16 de mayo de 1995) es un jugador español de rugby que se desempeña como medio melé en el Club de Rugby El Salvador de la División de Honor. Además de competir con su club en España, es internacional absoluto con la Selección Española.

## Biografía
Formado en las categorías inferiores del Marbella Rugby Club, llegó al Lexus Alcobendas en la temporada 2016-2017, tras pasar por las categorías inferiores del RC Toulonnais y del Provence Rugby de Francia. Después se marchó al continente americano para jugar con el Olimpia Lions de Paraguay para disputar el Súper Liga Americana de Rugby 2020. A la temporada siguiente fichó por Olympique Marcquois Rugby de la Fédérale 1.
Tras dos años en el extranjero, vuelve a España de la mano del Club de Rugby El Salvador de División de Honor, además disputará algún partido con la franquicia española Castilla y León Iberians de la Rugby Europe Super Cup.
Su hermano, Tomás Munilla, también es jugador profesional de rugby y se desempeña como medio melé en el club US Carcassonne de la Nationale 1.